# Sölvesborgs landsfiskalsdistrikt
Sölvesborgs landsfiskalsdistrikt var 1918–1964 ett landsfiskalsdistrikt i Blekinge län, bildat när Sveriges indelning i landsfiskalsdistrikt trädde i kraft den 1 januari 1918, enligt beslut den 7 september 1917. Den 1 januari 1965 avskaffades i Sverige samtliga landsfiskaler och landsfiskalsdistrikt, och deras arbetsuppgifter delades upp på de nyskapade indelningarna polisdistrikt, åklagardistrikt och kronofogdedistrikt.
Landsfiskalsdistriktet låg under länsstyrelsen i Blekinge län.

## Ingående områden
När Sveriges nya indelning i landsfiskalsdistrikt trädde i kraft den 1 oktober 1941 (enligt kungörelsen den 28 juni 1941) lämnades Sölvesborgs landsfiskalsdistrikt opåverkat, men regeringen anförde i kungörelsen att den ville i framtiden besluta om Sölvesborgs stads förenande med landsfiskalsdistriktet och om överföring av Ysane landskommun till Mörrums landsfiskalsdistrikt. När Sveriges nya indelning i landsfiskalsdistrikt trädde i kraft den 1 januari 1952 (enligt kungörelsen 1 juni 1951) införlivades det upplösta Mörrums landsfiskalsdistrikts område. Regeringen angav även i kungörelsen att den ville i framtiden besluta om Sölvesborgs stads förenande med distriktet. Den 1 juli 1952 (enligt beslut den 6 juni 1952) indrogs stadsfiskalstjänsten i Sölvesborgs stad, och staden skulle därefter i sin helhet ingå i Sölvesborgs landsfiskalsdistrikt.

### Från 1918
Listers härad:
- Mjällby landskommun
- Sölvesborgs landskommun
- Ysane landskommun

### Från 1 januari 1952
- Gammalstorps landskommun
- Mjällby landskommun
- Mörrums landskommun

### Från 1 juli 1952
- Gammalstorps landskommun
- Mjällby landskommun
- Mörrums landskommun
- Sölvesborgs stad